# Atoniomyia mikii
Atoniomyia mikii là một loài ruồi trong họ Asilidae. Atoniomyia mikii được Williston miêu tả năm 1886.